# داشبلاغ (خدابنده)
داشبلاغ (خدابنده)، روستایی از توابع بخش بزینه رود شهرستان خدابنده در استان زنجان ایران است.

## جمعیت
این روستا در دهستان زرینه رود قرار دارد و براساس سرشماری مرکز آمار ایران در سال ۱۳۸۵، جمعیت آن ۴۴۶ نفر (۸۴خانوار) بوده‌است.